# Saleilles
Pour les articles homonymes, voir Saleilles (homonymie).
Saleilles  est une commune française, située dans l'est du département des Pyrénées-Orientales en région Occitanie. Ses habitants sont appelés les Saleillencs. Sur le plan historique et culturel, la commune est dans le Roussillon, une ancienne province du royaume de France, qui a existé de 1659 jusqu'en 1790 et qui recouvrait les trois vigueries du Roussillon, du Conflent et de Cerdagne.
Exposée à un climat méditerranéen, elle est drainée par le Réart, la Fosseille et par un autre cours d'eau.
Saleilles est une commune urbaine qui compte 5 724 habitants en 2022, après avoir connu une forte hausse de la population depuis 1962. Elle est dans l'unité urbaine de Saleilles et fait partie de l'aire d'attraction de Perpignan. Ses habitants sont appelés les Saleillencs ou  Saleillencques.

## Géographie

### Localisation
La commune de Saleilles se trouve dans le département des Pyrénées-Orientales, en région Occitanie.
Elle se situe à 7 km à vol d'oiseau de Perpignan, préfecture du département, et à 7 km de Canet-en-Roussillon, bureau centralisateur du canton de la Côte sableuse dont dépend la commune depuis 2015 pour les élections départementales.
La commune fait en outre partie du bassin de vie de Perpignan.
Les communes les plus proches sont : 
Théza (1,8 km), Alénya (2,9 km), Cabestany (3,0 km), Corneilla-del-Vercol (3,3 km), Villeneuve-de-la-Raho (3,4 km), Saint-Nazaire (3,6 km), Montescot (5,3 km), Saint-Cyprien (6,0 km).
Sur le plan historique et culturel, Saleilles fait partie de l'ancienne province du royaume de France, le Roussillon, qui a existé de 1659 jusqu'à la création du département des Pyrénées-Orientales en 1790 et qui recouvrait les trois vigueries du Roussillon, du Conflent et de Cerdagne.

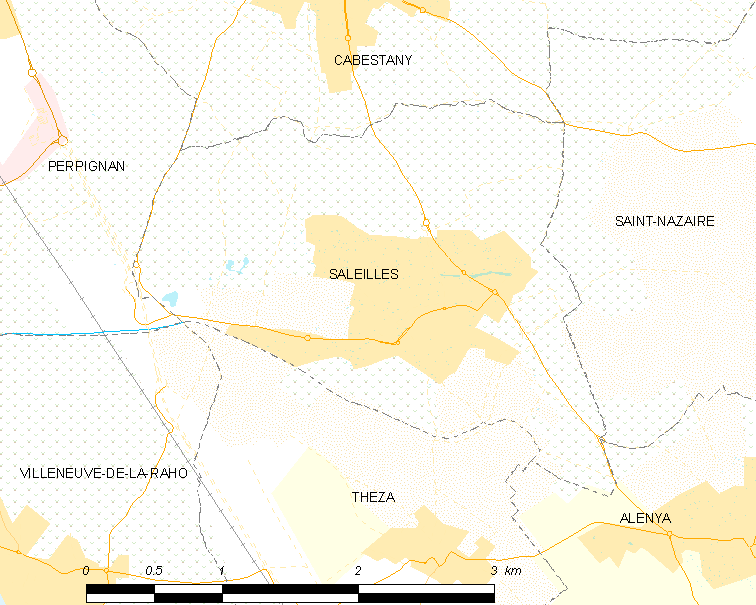
Carte de la commune.

| Perpignan                                  | Cabestany |               |
|                                            | Saleilles | Saint-Nazaire |
| Villeneuve-de-la-Raho (par un quadripoint) | Théza     | Alénya        |

### Géologie et relief
La commune est classée en zone de sismicité 3, correspondant à une sismicité modérée.

### Hydrographie
La commune est traversée par le Réart.

### Climat
Pour des articles plus généraux, voir Climat de l'Occitanie et Climat des Pyrénées-Orientales.
En 2010, le climat de la commune est de type climat méditerranéen franc, selon une étude du CNRS s'appuyant sur une série de données couvrant la période 1971-2000. En 2020, Météo-France publie une typologie des climats de la France métropolitaine dans laquelle la commune est exposée à un climat méditerranéen et est dans la région climatique Provence, Languedoc-Roussillon, caractérisée par une pluviométrie faible en été, un très bon ensoleillement (2 600 h/an), un été chaud (21,5 °C), un air très sec en été, sec en toutes saisons, des vents forts (fréquence de 40 à 50 % de vents > 5 m/s) et peu de brouillards.
Pour la période 1971-2000, la température annuelle moyenne est de 15,1 °C, avec une amplitude thermique annuelle de 15,3 °C. Le cumul annuel moyen de précipitations est de 579 mm, avec 4,9 jours de précipitations en janvier et 2,2 jours en juillet. Pour la période 1991-2020, la température moyenne annuelle observée sur la station météorologique la plus proche, située sur la commune de Canet-en-Roussillon à 7 km à vol d'oiseau, est de 15,9 °C et le cumul annuel moyen de précipitations est de 658,3 mm,. Pour l'avenir, les paramètres climatiques de la commune estimés pour 2050 selon différents scénarios d’émission de gaz à effet de serre sont consultables sur un site dédié publié par Météo-France en novembre 2022.

### Milieux naturels et biodiversité
Aucun espace naturel présentant un intérêt patrimonial n'est recensé sur la commune dans l'inventaire national du patrimoine naturel,,.

## Urbanisme

### Typologie
Au 1er janvier 2024, Saleilles est catégorisée ceinture urbaine, selon la nouvelle grille communale de densité à sept niveaux définie par l'Insee en 2022.
Elle appartient à l'unité urbaine de Saleilles, une unité urbaine monocommunale constituant une ville isolée,. Par ailleurs la commune fait partie de l'aire d'attraction de Perpignan, dont elle est une commune de la couronne,. Cette aire, qui regroupe 118 communes, est catégorisée dans les aires de 200 000 à moins de 700 000 habitants,.

### Occupation des sols
L'occupation des sols de la commune, telle qu'elle ressort de la base de données européenne d’occupation biophysique des sols Corine Land Cover (CLC), est marquée par l'importance des territoires agricoles (69,6 % en 2018), en diminution par rapport à 1990 (79,1 %). La répartition détaillée en 2018 est la suivante : 
cultures permanentes (57,8 %), zones urbanisées (30,4 %), prairies (6,7 %), zones agricoles hétérogènes (4,9 %), terres arables (0,2 %). L'évolution de l’occupation des sols de la commune et de ses infrastructures peut être observée sur les différentes représentations cartographiques du territoire : la carte de Cassini (XVIIIe siècle), la carte d'état-major (1820-1866) et les cartes ou photos aériennes de l'IGN pour la période actuelle (1950 à aujourd'hui).

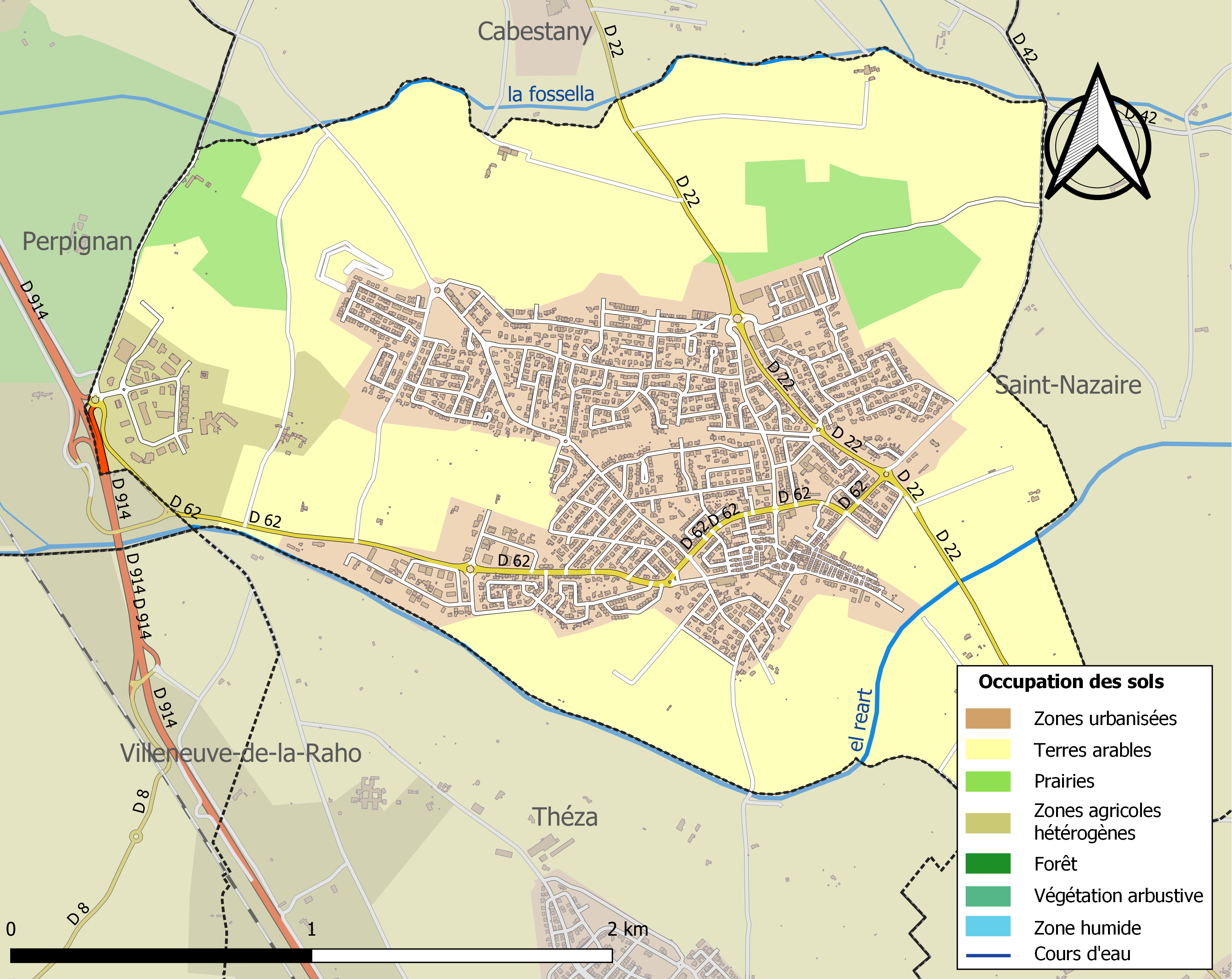
Carte des infrastructures et de l'occupation des sols de la commune en 2018 (CLC).

### Voies de communication et transports
Le village est accessible depuis Perpignan grâce à l'échangeur 3 de la route express RD 914 (ex route nationale 114).
La ligne 7 du réseau urbain Sankéo relie la commune au centre-ville de Perpignan.

### Risques majeurs
Le territoire de la commune de Saleilles est vulnérable à différents aléas naturels : inondations, climatiques (grand froid ou canicule), mouvements de terrains et séisme (sismicité modérée). Il est également exposé à un risque technologique,  le transport de matières dangereuses,.

#### Risques naturels
Certaines parties du territoire communal sont susceptibles d’être affectées par le risque d’inondation par crue torrentielle de cours d'eau du bassin du Réart. La commune fait partie du territoire à risques importants d'inondation (TRI) de Perpignan-Saint-Cyprien, regroupant 43 communes du bassin de vie de l'agglomération perpignanaise, un des 31 TRI qui ont été arrêtés le 12 décembre 2012 sur le bassin Rhône-Méditerranée. Des cartes des surfaces inondables ont été établies pour trois scénarios : fréquent (crue de temps de retour de 10 ans à 30 ans), moyen (temps de retour de 100 ans à 300 ans) et extrême (temps de retour de l'ordre de 1 000 ans, qui met en défaut tout système de protection),.
Les mouvements de terrains susceptibles de se produire sur la commune sont soit des mouvements liés au retrait-gonflement des argiles, soit des glissements de terrains. Une cartographie nationale de l'aléa retrait-gonflement des argiles permet de connaître les sols argileux ou marneux susceptibles vis-à-vis de ce phénomène.
Ces risques naturels sont pris en compte dans l'aménagement du territoire de la commune par le biais d'un plan de prévention des risques inondations.

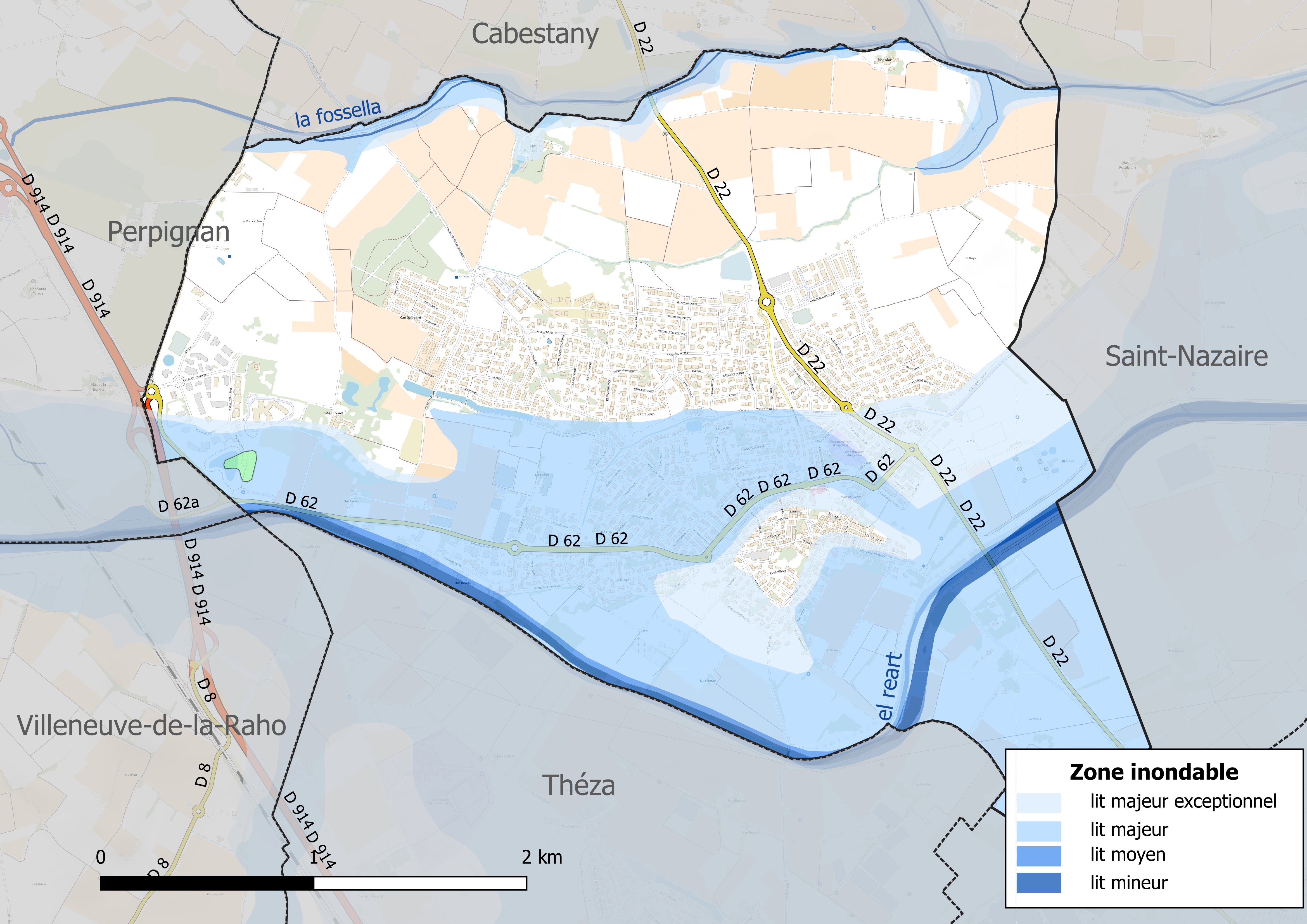
Carte des zones inondables.
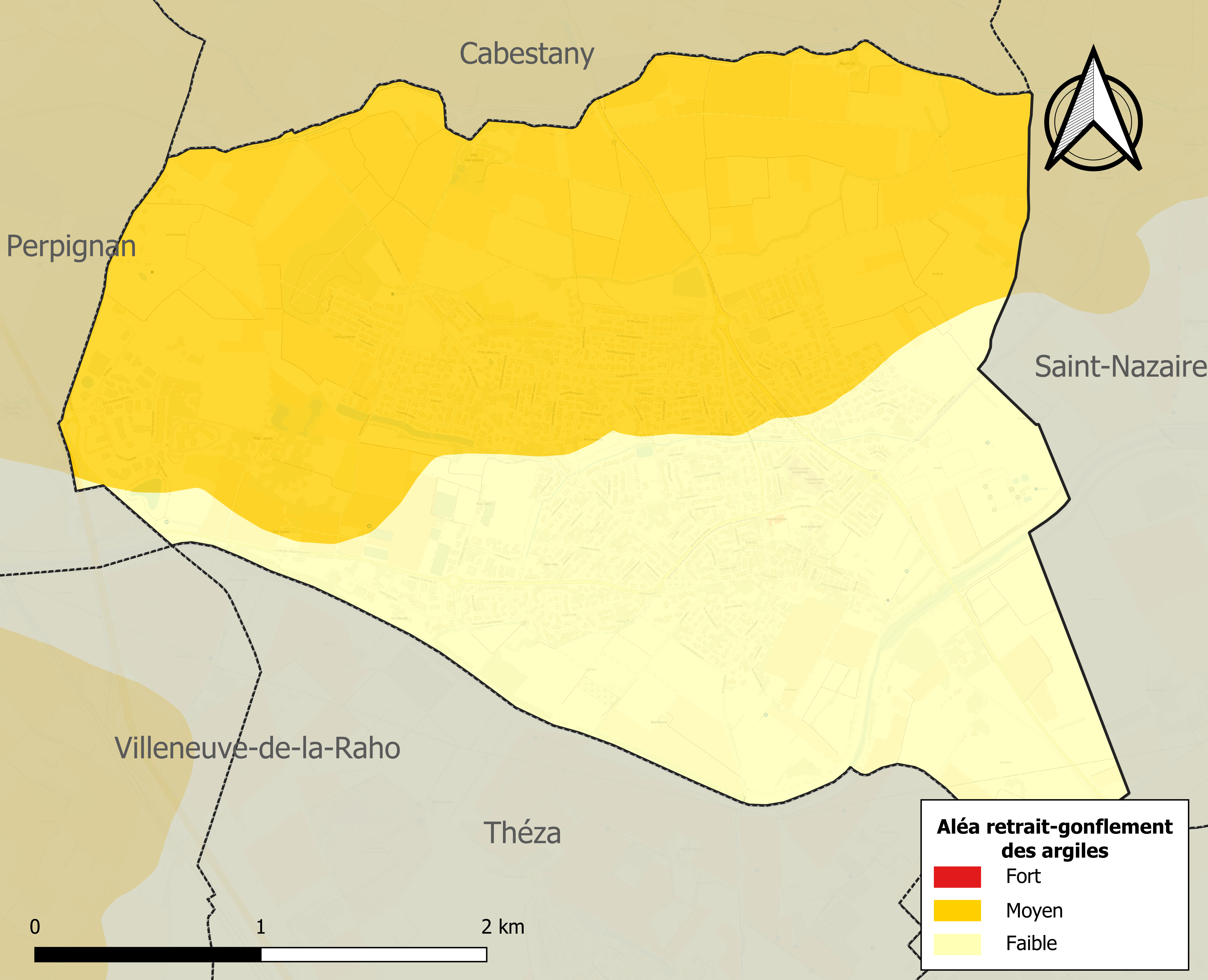
Carte des zones d'aléa retrait-gonflement des argiles.

#### Risques technologiques
Le risque de transport de matières dangereuses sur la commune est lié à sa traversée par une route à fort trafic. Un accident se produisant sur une telle infrastructure est en effet susceptible d’avoir des effets graves au bâti ou aux personnes jusqu’à 350 m, selon la nature du matériau transporté. Des dispositions d’urbanisme peuvent être préconisées en conséquence.

## Toponymie
En catalan, le nom de la commune est Salelles. Salelles est le diminutif de sales (mot catalan pour salles) qui est un bâtiment avec uniquement une grande pièce de réception, ce qui est typique des mas catalans.[réf. nécessaire]

## Histoire
Le trajet antique de la Via Domitia est appelé au Moyen Âge chemin de Charlemagne. Il marque aujourd'hui la frontière entre les communes de Saleilles et de Saint-Nazaire. Le franchissement du Réart se faisait donc vraisemblablement à l'est de l'actuel village.
En 927 il est fait mention de l'église Saint-Étienne dans l'acte de vente des alleux d'Anglars et de Salelles par un certain Aton à Guadalde, évêque d'Elne.
Au XIIe siècle, Saleilles abritait l'un des cinq dignitaires du chapitre d'Elne, qui possédait des Palau e casa, (château et maison). Les quatre autres habitaient à Bages, Baixas, Elne et Trouillas.[réf. nécessaire]
Une partie de la commune de Cabestany est détachée le 19 juillet 1923 pour former la nouvelle commune de Saleilles.

## Politique et administration

### Liste des maires
| Période                                  | Période                       | Identité          | Étiquette | Qualité       |
| ---------------------------------------- | ----------------------------- | ----------------- | --------- | ------------- |
| Les données manquantes sont à compléter. |                               |                   |           |               |
| mars 1977                                | décembre 1993                 | José Arrieta      |           |               |
| décembre 1993                            | mars 2008                     | Jean-Michel Erre, | DVD       |               |
| mars 2008                                | En cours (au 30 janvier 2022) | François Rallo,   | UMP-LR    | Fonctionnaire |

## Population et société

### Démographie ancienne
La population est exprimée en nombre de feux (f) ou d'habitants (H).
| 1358 | 1365 | 1378 | 1470 | 1515 | 1553 | 1730 | 1767 | 1789 |
| ---- | ---- | ---- | ---- | ---- | ---- | ---- | ---- | ---- |
| 14 f | 14 f | 14 f | 8 f  | 2 f  | 2 f  | 8 f  | 66 H | 15 f |

Note :
- 1720 : comptée avec Théza.

### Démographie contemporaine
L'évolution du nombre d'habitants est connue à travers les recensements de la population effectués dans la commune depuis 1926. Pour les communes de moins de 10 000 habitants, une enquête de recensement portant sur toute la population est réalisée tous les cinq ans, les populations de référence des années intermédiaires étant quant à elles estimées par interpolation ou extrapolation. Pour la commune, le premier recensement exhaustif entrant dans le cadre du nouveau dispositif a été réalisé en 2006.

En 2022, la commune comptait 5 724 habitants, en évolution de +10,29 % par rapport à 2016 (Pyrénées-Orientales : +3,92 %, France hors Mayotte : +2,11 %).
| 1926 | 1931 | 1936 | 1946 | 1954 | 1962 | 1968 | 1975  | 1982  |
| ---- | ---- | ---- | ---- | ---- | ---- | ---- | ----- | ----- |
| 462  | 457  | 379  | 367  | 435  | 469  | 503  | 1 280 | 2 310 |

| 1990  | 1999  | 2006  | 2011  | 2016  | 2021  | 2022  | - | - |
| ----- | ----- | ----- | ----- | ----- | ----- | ----- | - | - |
| 3 293 | 3 879 | 4 320 | 4 696 | 5 190 | 5 671 | 5 724 | - | - |

| selon la population municipale des années : | 1968 | 1975 | 1982 | 1990 | 1999 | 2006 | 2009 | 2013 |
| Rang de la commune dans le département      | 92   | 45   | 33   | 23   | 22   | 22   | 22   | 20   |
| Nombre de communes du département           | 232  | 217  | 220  | 225  | 226  | 226  | 226  | 226  |

### Enseignement
Saleilles dispose d'une école maternelle publique, avec un effectif de 151 élèves en 2014, ainsi que d'une école élémentaire publique, avec un effectif de 216 élèves en 2014 et de 262 élèves en 2015.

### Manifestations culturelles et festivités
- Fête patronale : 3 août[45] ;
- Fête communale : 24 juin[45].

### Sports
- Judo Olympique Saleilles : club de judo de la commune créé en 1979[46].

## Économie

### Revenus
En 2018, la commune compte 2 502 ménages fiscaux, regroupant 5 652 personnes. La médiane du revenu disponible par unité de consommation est de 22 360 € (19 350 € dans le département). 53 % des ménages fiscaux sont imposés (42,1 % dans le département).

### Emploi
|                | 2008   | 2013   | 2018   |
| -------------- | ------ | ------ | ------ |
| Commune        | 6,7 %  | 7,5 %  | 11 %   |
| Département    | 10,3 % | 12,9 % | 13,3 % |
| France entière | 8,3 %  | 10 %   | 10 %   |

En 2018, la population âgée de 15 à 64 ans s'élève à 3 105 personnes, parmi lesquelles on compte 76,1 % d'actifs (65,1 % ayant un emploi et 11 % de chômeurs) et 23,9 % d'inactifs,. En  2018, le taux de chômage communal (au sens du recensement) des 15-64 ans est inférieur à celui du département, mais supérieur à celui de la France, alors qu'en 2008 il était inférieur à celui de la France.
La commune fait partie de la couronne de l'aire d'attraction de Perpignan, du fait qu'au moins 15 % des actifs travaillent dans le pôle,. Elle compte 1 094 emplois en 2018, contre 1 116 en 2013 et 978 en 2008. Le nombre d'actifs ayant un emploi résidant dans la commune est de 2 039, soit un indicateur de concentration d'emploi de 53,7 % et un taux d'activité parmi les 15 ans ou plus de 52,4 %.
Sur ces 2 039 actifs de 15 ans ou plus ayant un emploi, 410 travaillent dans la commune, soit 20 % des habitants. Pour se rendre au travail, 90,8 % des habitants utilisent un véhicule personnel ou de fonction à quatre roues, 1,8 % les transports en commun, 4,6 % s'y rendent en deux-roues, à vélo ou à pied et 2,9 % n'ont pas besoin de transport (travail au domicile).

### Activités hors agriculture

#### Secteurs d'activités
462 établissements sont implantés  à Saleilles au 31 décembre 2019. Le tableau ci-dessous en détaille le nombre par secteur d'activité et compare les ratios avec ceux du département,.
| Secteur d'activité                                                                                        | Commune | Commune | Département |
| Secteur d'activité                                                                                        | Nombre  | %       | %           |
| --- | ------- | ------- | ----------- |
| Ensemble                                                                                                  | 462     | 100 %   | (100 %)     |
| Industrie manufacturière, industries extractives et autres                                                | 20      | 4,3 %   | (8,7 %)     |
| Construction                                                                                              | 116     | 25,1 %  | (14,3 %)    |
| Commerce de gros et de détail, transports, hébergement et restauration                                    | 94      | 20,3 %  | (30,5 %)    |
| Information et communication                                                                              | 6       | 1,3 %   | (1,9 %)     |
| Activités financières et d'assurance                                                                      | 20      | 4,3 %   | (3 %)       |
| Activités immobilières                                                                                    | 25      | 5,4 %   | (6,2 %)     |
| Activités spécialisées, scientifiques et techniques et activités de services administratifs et de soutien | 81      | 17,5 %  | (13 %)      |
| Administration publique, enseignement, santé humaine et action sociale                                    | 59      | 12,8 %  | (13,9 %)    |
| Autres activités de services                                                                              | 41      | 8,9 %   | (8,5 %)     |

Le secteur de la construction est prépondérant sur la commune puisqu'il représente 25,1 % du nombre total d'établissements de la commune (116 sur les 462 entreprises implantées  à Saleilles), contre 14,3 % au niveau départemental.

#### Entreprises et commerces
Les cinq entreprises ayant leur siège social sur le territoire communal qui génèrent le plus de chiffre d'affaires en 2020 sont : 
- Les Editions Creatives, autres activités d'édition (14 780 k€)
- Casanovas Distribution, commerce de gros (commerce interentreprises) de produits à base de viande (11 842 k€)
- Perpignan Camping Cars, commerce d'autres véhicules automobiles (9 754 k€)
- Eurofiliales, réparation de machines et équipements mécaniques (5 464 k€)
- Societe De Gestion Residence Parc Sud Roussillon, hébergement social pour personnes âgées (3 644 k€)

### Agriculture
La commune est dans la « plaine du Roussillon », une petite région agricole occupant la bande côtière et une grande partie centrale du département des Pyrénées-Orientales. En 2020, l'orientation technico-économique de l'agriculture  sur la commune est la culture de fruits ou d'autres cultures permanentes.
|               | 1988 | 2000 | 2010 | 2020 |
| ------------- | ---- | ---- | ---- | ---- |
| Exploitations | 59   | 39   | 13   | 10   |
| SAU (ha)      | 378  | 304  | 124  | 76   |

Le nombre d'exploitations agricoles en activité et ayant leur siège dans la commune est passé de 59 lors du recensement agricole de 1988  à 39 en 2000 puis à 13 en 2010 et enfin à 10 en 2020, soit une baisse de 83 % en 32 ans. Le même mouvement est observé à l'échelle du département qui a perdu pendant cette période 73 % de ses exploitations,. La surface agricole utilisée sur la commune a également diminué, passant de 378 ha en 1988 à 76 ha en 2020. Parallèlement la surface agricole utilisée moyenne par exploitation a augmenté, passant de 6 à 8 ha.

## Culture locale et patrimoine

### Monuments et lieux touristiques
- Ancienne église Saint-Étienne de Saleilles : Vraisemblablement construite au XIIe siècle, l'ancienne église Saint-Étienne, est l'ancienne église du village. Construite en galets de rivière, il s'agit d'un édifice roman de plan très simple, constitué d'une nef unique voûtée en berceau brisée fermé à l'ouest par une abside voûtée en cul-de-four.

Au nord de l'édifice subsiste un pan de muraille percé de meurtrières. Une partie du mobilier de l'ancienne église (le retable de Saint-Étienne, daté de 1600, et la cuve baptismale romane) est visible dans la nouvelle église paroissiale.

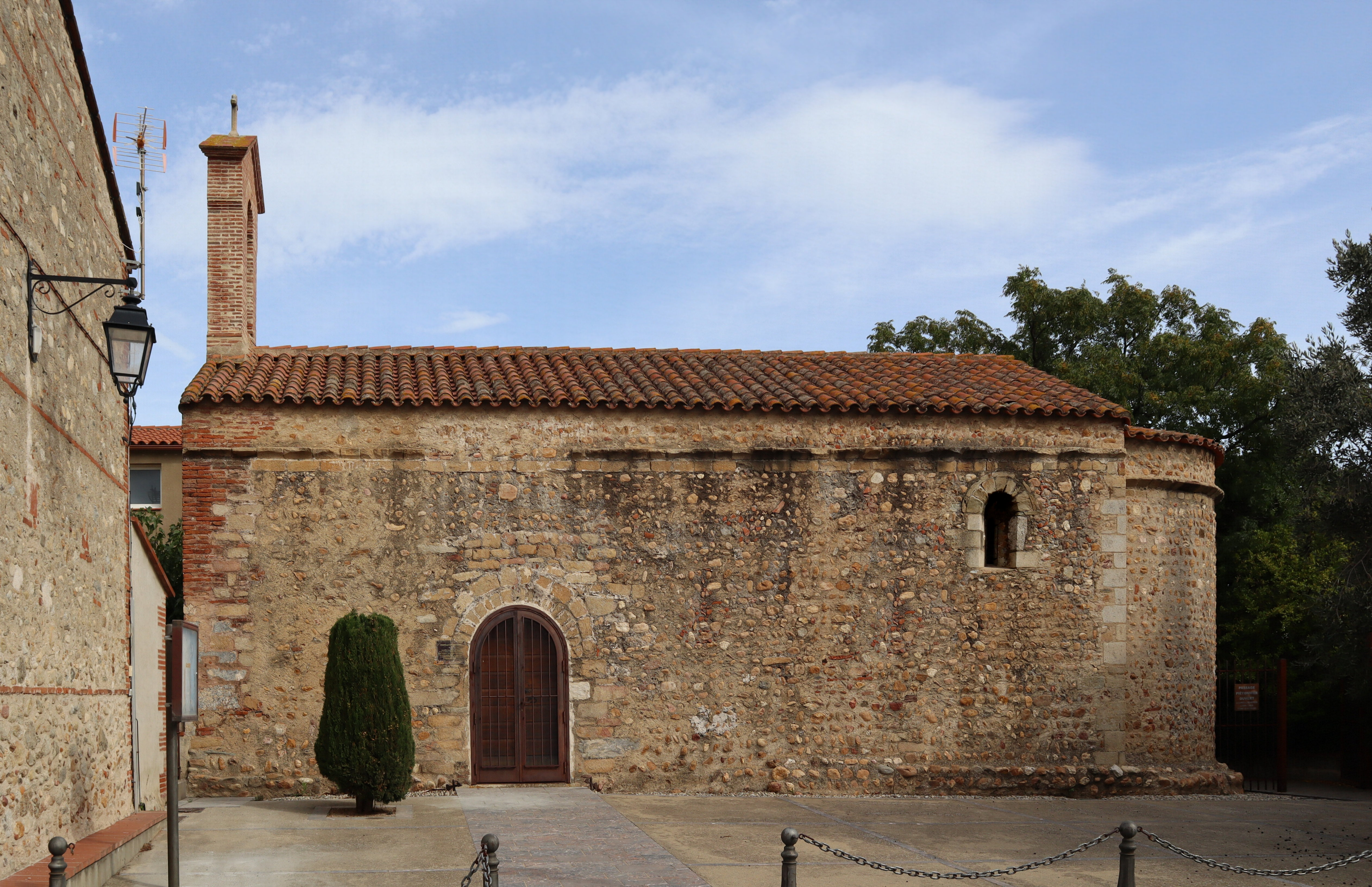
Chapelle Saint-Étienne
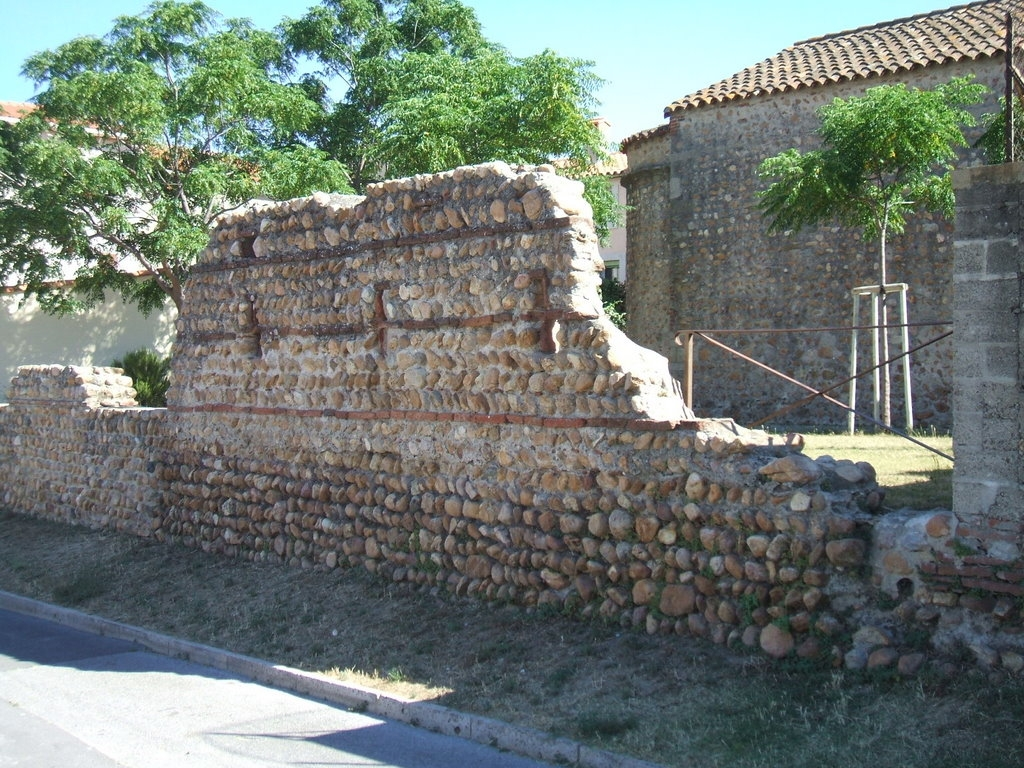
Vestiges de fortifications au nord de la chapelle

- Église paroissiale Saint-Étienne de Saleilles : Imposant édifice construit en galets et briques de style néo-gothique, il fut commencé à la fin du XIXe siècle pour remplacer l'ancienne église Saint-Étienne. Faute de fonds, il ne fut jamais terminé, le clocher n'ayant jamais été construit[53].

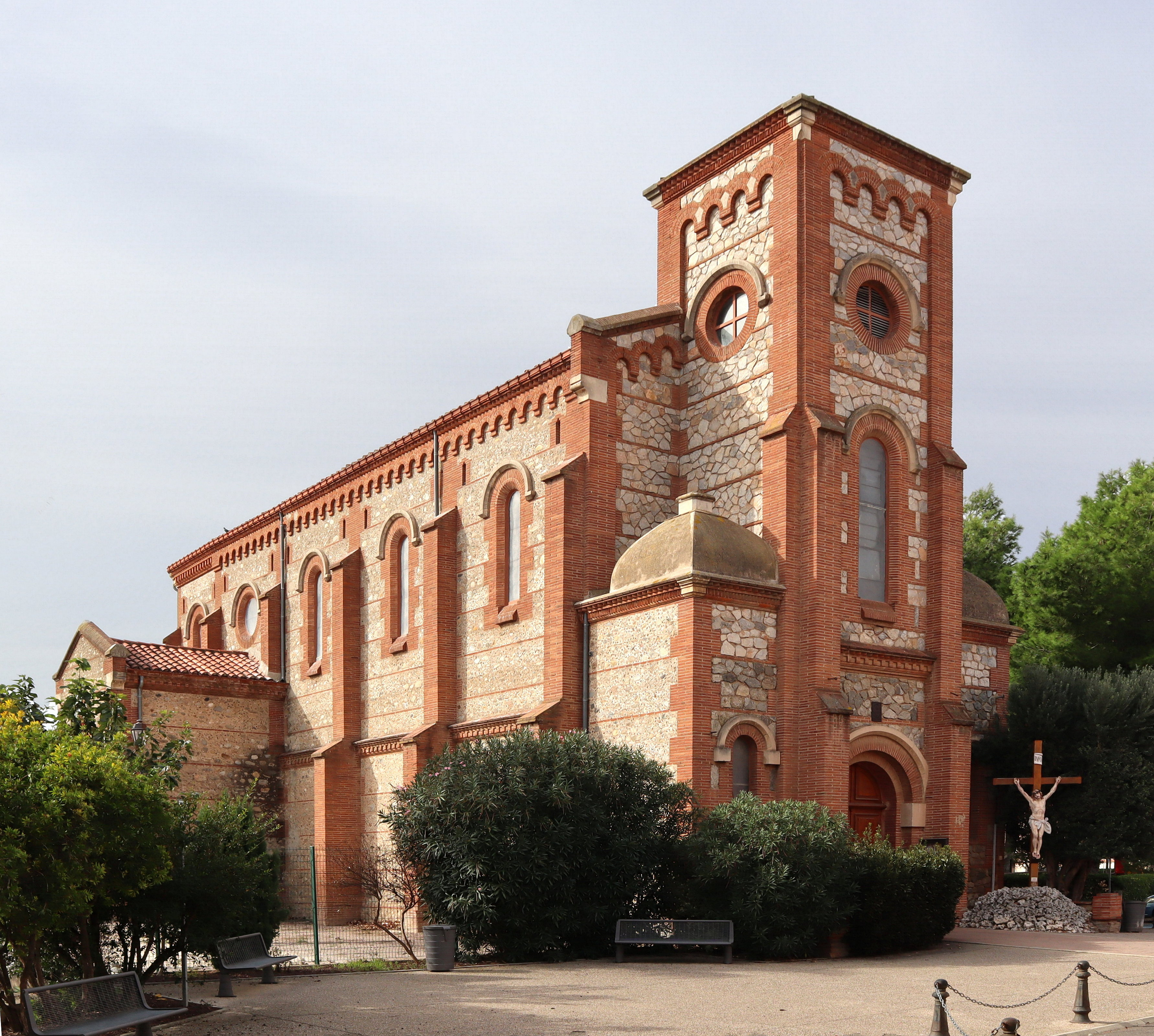
Église Saint-Étienne (vue nord-est)
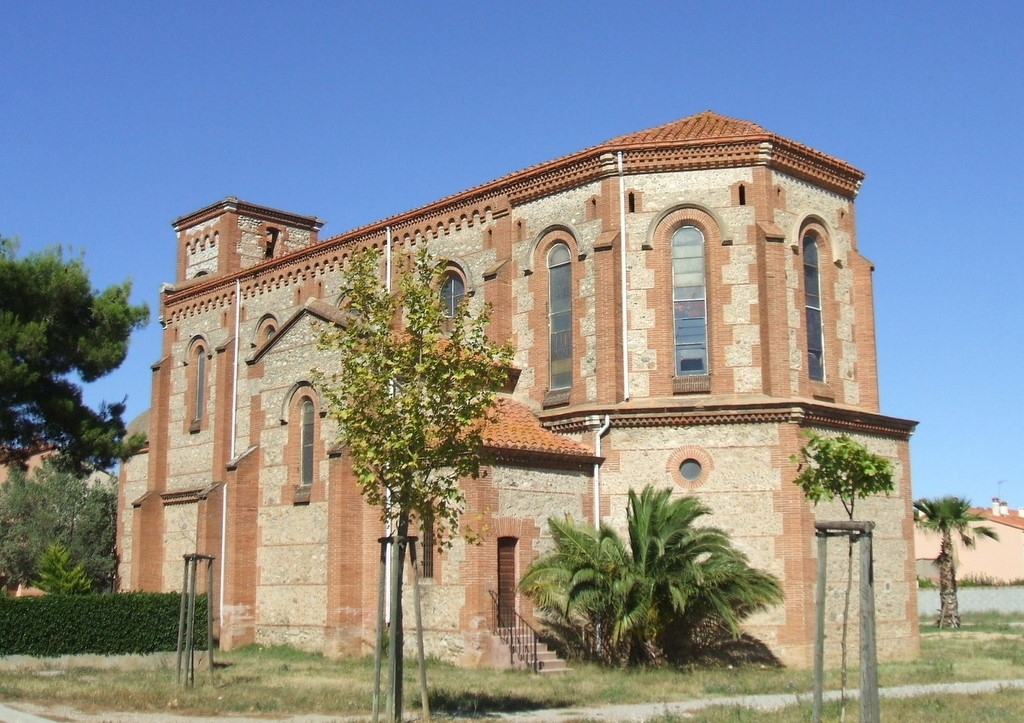
Église paroissiale Saint-Étienne
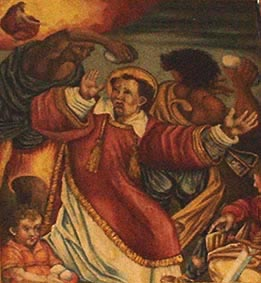
Détail du retable de Saint-Étienne (vers 1600) : la Lapidation

### Personnalités liées à la commune
- Antoine Casenobe (1914-1943) : pilote et as de la Seconde Guerre mondiale, né à Saleilles ;
- Mathieu Madénian (1976-) : humoriste, acteur, chroniqueur et auteur ayant grandi à Saleilles.